# Морнаго
Морна̀го (на италиански: Mornago; на ломбардски: Murnagh, Мурнаг) е малко градче и община в Северна Италия, провинция Варезе, регион Ломбардия. Разположено е на 250 m надморска височина. Населението на общината е 4289 души (към 2017 г.).